# Verliefd (Diego en Patricia Paay)
Verliefd is een lied van Coole Piet Diego en Patricia Paay uit 2009. Het werd uitgebracht als cd-single en digitale download, en verscheen een jaar later op het compilatiealbum  Diego's coolste hits 2. Verder verscheen nog een videoclip van het duo met het nummer.
Verliefd is te horen aan het eind van de bioscoopfilm Sinterklaas en de verdwenen pakjesboot. Diego vormde vaker een duet met bekende artiesten, zoals met de Gerard Joling (2008), Sophie Veldhuizen (2010) en Frans Bauer & de  Gebroeders Ko (2010).